# Universidad de Zayed
La Universidad de Zayed  "جامعة زايد" es una de las tres instituciones de educación superior patrocinadas por el gobierno en los Emiratos Árabes Unidos. Al lograr la acreditación de la Comisión de Estados Middle de Educación Superior en los Estados Unidos, se convirtió en la primera universidad federal de los EAU acreditada internacionalmente. Se nombra en honor de Zayed bin Sultán Al Nahayan, el primer presidente del país. La Universidad tiene seis facultades: facultad de Artes y Ciencias, facultad de Ciencias Empresariales, facultad de Comunicación y Ciencias de los Medios,  facultad de Educación, facultad de Información Tecnológica y la Universidad.

## Historia
La Universidad de Zayed fue establecida en 1998 por el gobierno federal de los Emiratos. Hasta 2008, la universidad únicamente aceptó mujeres nacionales de los EAU, pero después de la apertura del campus de Sweihan, una colaboración entre la Universidad Zayed y las Fuerzas Armadas de los EAU, se admitieron aproximadamente a 200 estudiantes varones.
Actualmente la universidad mantiene relaciones de cooperación con varias instituciones en todo el mundo, tales como: Instituto Al-Maktoum de Estudios Árabes e Islámicos en Escocia, la Universidad Nacional Australiana de Australia, la Escuela de Administración de Empresas y Organización de la Fundación Antonio Genovesi Salerno en Italia, la Universidad Complutense de Madrid en España y Universidad de Waseda en Japón.
En noviembre de 2014, la Universidad de Zayed ocupó el puesto 23 entre los 25 primeros en el ranking árabe QS World University. No figura en ninguna clasificación mundial.

## Acreditación
En 2008, la Universidad de Zayed anunció que recibió la acreditación de la Comisión de Educación Superior de Middle States Association of Colleges and School,  y en el 2013 anunció que había recibido una nueva acreditación. La Universidad es una de las únicas 16 instituciones extranjeras acreditadas por MSCHE, y una de solo cuatro en Medio Oriente.
Los programas dentro de su Facultad de Innovación Tecnológica obtuvieron la acreditación a través de la Junta de Acreditación de Ingeniería y Tecnología (ABET) en el verano de 2012.  Los programas dentro de su Facultad de Negocios obtuvieron la acreditación a través de la Asociación para el Avance de Escuelas Universitarias de Negocios Internacionales (AACSB) en junio de 2013.
A través del Consejo de Acreditación de la Comisión de Mejora Continua de la Preparación del Educador (CAEP), en 2013, la facultad de Educación recibió la acreditación del Consejo Nacional para la Acreditación de la Formación del Profesorado. Zayed University College of Education es la primera universidad fuera de los Estados Unidos en ser acreditada internacionalmente.
Los programas dentro de su Facultad de Comunicación y Ciencias de los Medios obtuvieron la acreditación a través del Consejo de Acreditación sobre Educación en Periodismo y Comunicaciones Masivas (ACEJMC) en mayo de 2015.
Los programas dentro de su Facultad de Artes y Empresas Creativas fueron reconocidos como sustancialmente equivalentes a través de NASAD en julio de 2015.

## Campus
El campus de la universidad en Abu Dhabi se trasladó a un nuevo campus en la ciudad de Khalifa en 2011. Su campus de Dubái se mudó a su actual ubicación de Al Ruwayyah, cerca de la Ciudad Académica, en 2006.
El campus original estaba cerca del extremo norte de la península de Abu Dhabi, en Delma Street. Los planes para futuros campus en otros emiratos han estado en desarrollo desde principios de la década de 2000. Se asignó un terreno en el Emirato de Ras al-Jaima para la construcción de un nuevo campus en 2001, pero la construcción se retrasó debido a un descenso en el interés en la empresa.